# うつくしまの音30景
うつくしまの音 30景（うつくしまのおと さんじっけい）は、これまで地域が大切にしてきた将来に残したい音風景や日常生活に潤いや安らぎを与える音を公募により決定した福島県の事業である。

## 概要
日常生活で発生する様々な音に対し、騒音としての嫌悪感からのみ接するのではなく、人に対して潤いや安らぎを与える心地良い音に積極的に関心を持つこと、更に「音」に対して新たなコンセプトの再発見をすることで、これまで騒音と言われてきた音を減らしていくこと目的に制定された。
1997年（平成9年）6月25日から9月30日までに応募が行われ、2度の選定委員会を経て12月24日に認定書交付式が行われた。応募は県内市町村に限られたが、県内外問わず団体又は一般個人からの音の推薦場合にも、市町村で受け付けを行い、福島県生活環境部環境指導課へ応募することができた。
公募の対象となった音は、「地域において将来にわたり大切に残していきたい音、あるいは日常生活に潤いや安らぎを与えてくれる音」と定められ、音の種類については時期、季節を問わず、また自然の音、人工の音も問わず広く定められた。最終的に102件の応募がありその中から30件が選定された。

## うつくしまの音30景一覧
内訳は「生き物」が10件、「自然現象」が6件、「生活文化」が14件。
生き物
- 吾妻修験道の不動滝にしみいるエゾハルゼミの声（福島市）
- 県民の森の野鳥のさえずり（安達郡大玉村）
- 古寺山松並木の松籟（須賀川市）
- 烏峠の小鳥のさえずり（西白河郡泉崎村）
- 久慈川の清流とカジカガエルの鳴き声（東白川郡塙町）
- 喜多方市の清流に生息するセキレイのさえずり（喜多方市）
- 裏磐梯の山鳴らしの葉音（耶麻郡北塩原村）
- 猪苗代湖の白鳥の鳴き声（耶麻郡猪苗代町）
- 恵みの森にざわめくブナの葉音（南会津郡只見町）
- 平伏沼のモリアオガエルの鳴き声（双葉郡川内村）

自然現象
- 二岐渓谷渓流の音（岩瀬郡天栄村）
- 東野清流のせせらぎの音（石川郡玉川村）
- 入水鍾乳洞の地下水の滝の音（田村市、旧田村郡滝根町）
- 尾瀬「三条ノ滝」の瀑布音（南会津郡檜枝岐村）
- 薄磯海岸の潮騒とかもめの鳴き声（いわき市）
- 豊間海岸の鳴き砂の音（いわき市）

生活文化
- 二本松の提灯祭り・祭囃子（二本松市）
- 霊山太鼓（伊達市、旧伊達郡霊山町）
- 和紙の里上川崎「紙を漉く音」（二本松市、旧安達郡安達町）
- 如宝寺のイボナシの鐘の音（郡山市）
- 古殿八幡神社「流鏑馬」と「笠懸」の駒が駆けゆく蹄の音（東白川郡古殿町）
- 三春の盆太鼓（田村郡三春町）
- 東堂山の鐘の音（田村郡小野町）
- 磐越西線一ノ戸橋梁の列車の通過する音（喜多方市、旧耶麻郡山都町）
- 圓蔵寺と奥之院の夕暮れに沈む鐘の音（河沼郡柳津町）
- 祇園祭大屋台のかけごえ（南会津郡南会津町、旧南会津郡田島町）
- 前沢ふるさと公園の水車とバッタリが杵をつく音（南会津郡南会津町、旧南会津郡舘岩村）
- 相馬野馬追法螺貝の音（南相馬市、旧原町市・相馬市）
- 大堀相馬焼貫入音（双葉郡浪江町）
- じゃんがら念仏踊りの音（いわき市）